# Sant Martí de Tagamanent
Sant Martí de Tagamanent és una església de Tagamanent (Vallès Oriental) inclosa a l'Inventari del Patrimoni Arquitectònic de Catalunya.

## Descripció
És una església en runes i tan sols resta un mur orientat de sud-est a nord-oest amb una arrencada d'absis pel sud-est. El mur fa 6x3 m d'alt, i és fragmentari. A 2m d'alçada té una filera de 7 forats quadrats per possible embigat. Collat a aquest mur arrenca un fragment de paret corba vers l'est, que era l'absis, i té 1,5 m de llargada. El mur té un forat -finestreta- que dona directament sobre el camí d'arribada. El gruix del mur és 90 a 95 cm i és fet amb carreus i pedres polides. Els fonaments de la resta de l'església estan coberts per la malesa.

## Història
Sant Martí és una església esmentada el 1009, que havia de ser la parroquial en lloc de Santa Maria quan aquesta havia d'esdevenir monestir. En no ser-ho, Sant Martí va perdre la parroquialitat i quedà com a capella o ajuda de Santa Maria de Tagamanent. S'enrunà al segle xviii.